# ひらど (掃海艇)
ひらど（ローマ字：JDS Hirado, MSC-614、AGS-5114）は、海上自衛隊の掃海艇。かさど型掃海艇の11番艇。艇名は平戸島に由来する。旧海軍筑摩型防護巡洋艦「平戸」、択捉型海防艦「平戸」に次いで日本の艦艇としては3代目。

## 艦歴
「ひらど」は、第1次防衛力整備計画に基づく昭和34年度計画掃海艇314号艇として、日立造船神奈川工場で1960年3月14日に起工され、1960年10月3日に進水、1960年12月17日に就役し、佐世保地方隊に編入された。
1961年2月1日、佐世保地方隊隷下に第35掃海隊が新編され「しきね」とともに編入。同年6月1日、第35掃海隊が第1掃海隊群に編入。
1972年12月21日、第35掃海隊が佐世保地方隊沖縄基地隊に編入。
1976年3月31日、海洋観測艇に種別変更され、艇名が海洋観測艇4号（AGS-5114）に改称。舞鶴地方隊に編入。
1985年3月27日、除籍。